# Plasmaviridae
Die Virusfamilie Plasmaviridae (gr. πλάσμα: Gebilde) umfasst nur eine Gattung Plasmavirus von Bakteriophagen mit zirkulärem, doppelsträngigem DNA-Genom.
Die Plasmaviridae besitzen kein Kapsid; ihr dsDNA-Genom ist in stark verdrillter Form (supercoiled) mit viralen, basischen Nukleoproteinen assoziiert und wird als sogenannter Nukleoproteinkomplex direkt in einer Lipidmembran verpackt.
Durch das Fehlen eines Kapsids bedingt sind die Plasmaviridae unregelmäßig geformt und im Mittel etwa 80 nm im Durchmesser groß (Schwankungsbreite 50–125 nm). Im Elektronenmikroskop stellen sie sich eher knollenförmig dar, wobei man Viruspartikel mit dichtem Inhalt (verpackter Nukleoproteinkomplex) von solchen ohne Inhalt innerhalb der Membran (leere Virionen) unterscheiden kann. Im Virion konnten mindestens vier Strukturproteine nachgewiesen werden, von denen das Produkt des Offenen Leserahmens (ORF) ORF12 (17 kDa) das basische Nukleoprotein und des ORF13 (81 kDa) ein integrales Membranprotein darstellen könnte. Das Genom des Prototyps der Familie, des Acholeplasma Phagen L2, ist 11.965 bp groß und besitzt 15 ORFs, wobei sich der Leserahmen ORF13* durch eine Verschiebung des Leserasters (Frameshift) mit ORF13 überlappt.
Der Acholeplasma Phage L2 und auch weitere vorläufige Spezies der Gattung Plasmavirus (Phagen v1, v2, v4, v5 und v7) infizieren verschiedene Stämme des Bakteriums Acholeplasma laidlawii (Familie Mycoplasmataceae); andere vorläufige Spezies haben Acholeplasma modicum (‚Phage M2‘) und Acholeplasma oculi (‚Phage O1‘) zum Wirt.

## Systematik
- Familie Plasmaviridae

- Genus Plasmavirus

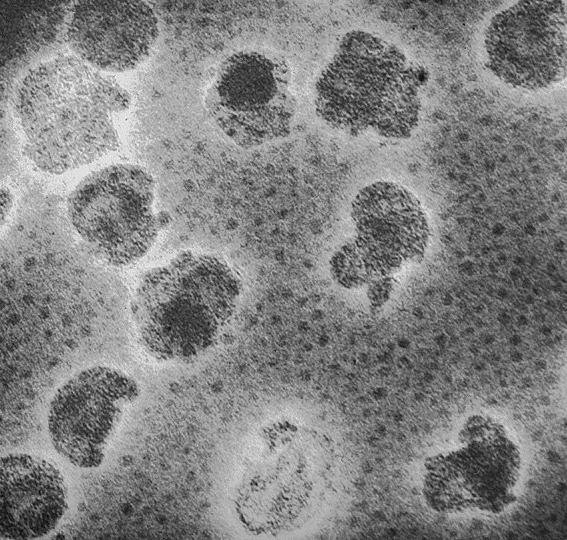
TEM-Aufnahme von Virionen der Gattung Plasmavirus

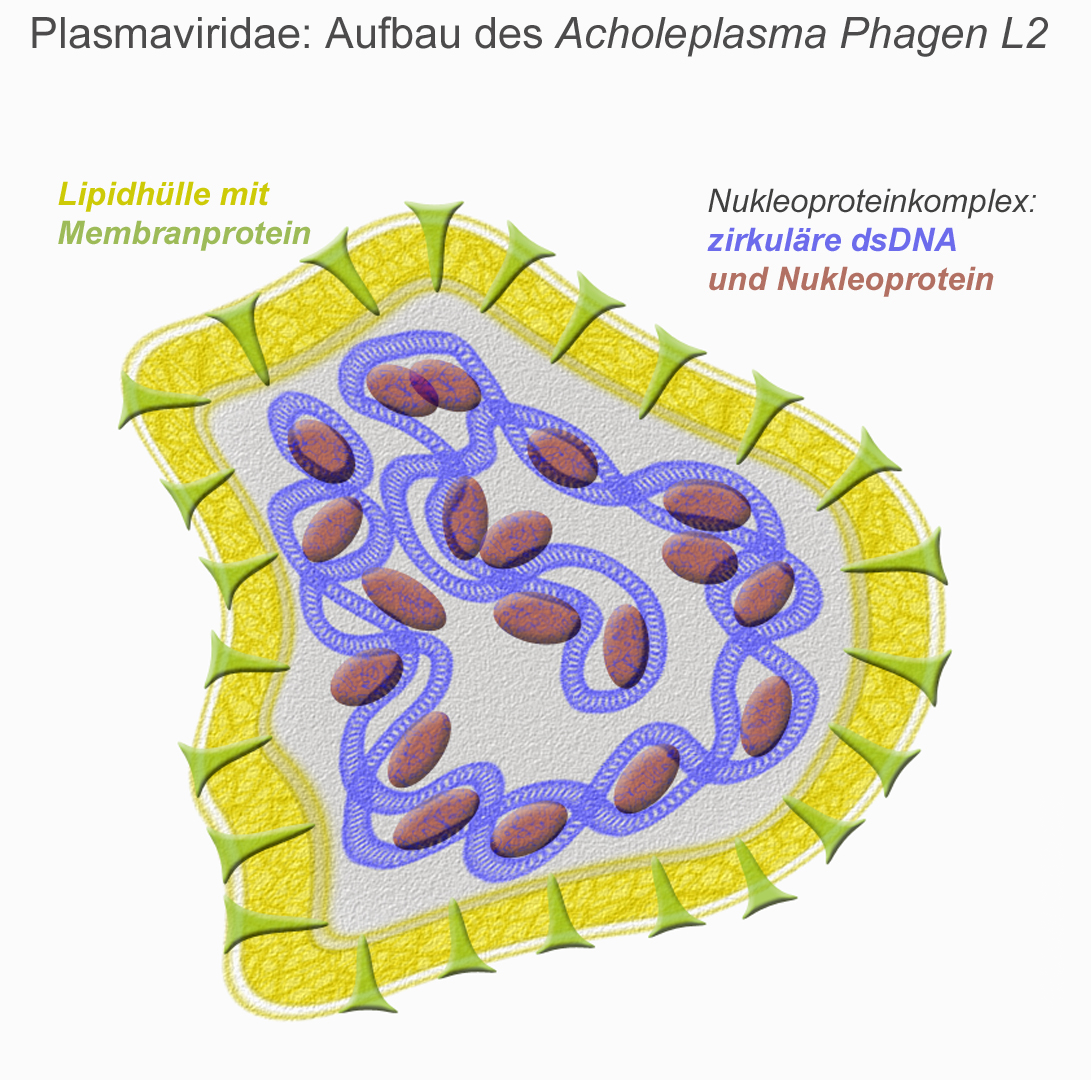

- Spezies Plasmavirus L2 (früher Acholeplasma virus L2) mit Acholeplasma-Phage L2 alias L2-Phage

vorläufige Spezies innerhalb der Gattung:
- Spezies ‚Acholeplasma Phage M1‘
- Spezies ‚Acholeplasma Phage O1‘
- Spezies ‚Acholeplasma Phage v1‘
- Spezies ‚Acholeplasma Phage v2‘
- Spezies ‚Acholeplasma Phage v4‘
- Spezies ‚Acholeplasma Phage v5‘
- Spezies ‚Acholeplasma Phage v7‘